# Obcy 3
Obcy 3 (ang. Alien 3) – amerykański film fantastycznonaukowy z 1992 roku w reżyserii Davida Finchera.
Obraz był trzecim filmem o Ellen Ripley i obcych, kontynuacją filmu Ridleya Scotta Obcy – ósmy pasażer Nostromo i Obcy – decydujące starcie Jamesa Camerona. Obcy 3 był debiutem reżyserskim Davida Finchera.
W roku 1993 film dostał nominację do Oscara w kategorii Najlepsze Efekty Specjalne. Za efekty specjalne odpowiadali Richard Edlund, Alec Gillism i George Gibbs II.

## Obsada
- Sigourney Weaver – Ellen Ripley
- Charles S. Dutton – Dillon
- Charles Dance – Clemens
- Brian Glover – Andrews
- Ralph Brown – Aaron
- Paul McGann – Golic
- Danny Webb – Morse
- Lance Henriksen –
  - L. Bishop,
  - twórca Bishopa
- Pete Postlethwaite – David
- Holt McCallany – Junior
- Peter Guinness – Peter Gregor
- Tom Woodruff Jr. – Ksenomorf

## Fabuła
Po zakończonej akcji militarnej na Acheronie (eksplozja termojądrowa zniszczyła Obcych, oraz cały kompleks terraformujący LV-426) jedyni pozostali przy życiu (Ripley, Newt, kpr. Dwayne Hicks, android Bishop) powracają na Ziemię zahibernowani na statku Sulaco. Na pokład statku dostaje się też facehugger, który, próbując przedostać się do kapsuł hibernacyjnych, zostaje ranny, a jego żrąca krew powoduje spięcie oraz pożar. System ratowania życia, sterowany przez komputer, przemieszcza kapsuły hibernacyjne do „szalupy ratunkowej” – EEV (Emergency Escape Vehicle), która zostaje wystrzelona na najbliższą zamieszkałą planetę – Furia 161, na której przebywa kolonia składająca się z 25 kryminalistów. Z nieznanych przyczyn EEV rozbija się na wybrzeżu w pobliżu kolonii. Katastrofę przeżywa jedynie Ripley. Wkrótce okazuje się, że wraz z nią przybyła poczwarka Obcego, która staje się pasożytem psa jednego z więźniów. Po trzech śmiertelnych ofiarach w bazie zaczyna się szerzyć niepokój. Ripley dowiaduje się, że sama również stała się żywicielem obcego, będącego najprawdopodobniej tzw. „Królową”. Mając pewność, że Obcy jej nie zaatakuje, pomaga więźniom w zabiciu go. Po wielu próbach udaje się zapędzić obcego do pieca hutniczego, zalać płynnym metalem i zabić. W tym samym czasie do kolonii przybywa ekipa ratownicza korporacji Weyland-Yutani, która chce pozyskać Obcego znajdującego się w ciele Ripley. Ich przedstawicielem jest twórca androidów typu Bishop. Ripley, rozumiejąc jego intencje, decyduje się na samobójstwo i skacze do pieca hutniczego i ginie razem z obcym w roztopionym metalu. Więzienie zostaje zamknięte, a jedyny ocalały, czyli Morse, zostaje zabrany przez Korporację.

### Soundtrack
Muzykę do filmu skomponował Elliot Goldenthal.

## Pozostałe informacje
- Powstały dwie wersje filmu, różniące się szczegółami oraz ważnymi wątkami. W oficjalnym filmie kinowym pierwszym żywicielem Obcego jest pies jednego z więźniów. W wersji reżyserskiej jest nim jeden z wołów, wyciągających EEV z płytkiego morza na brzeg[5].
- Melodia, prezentowana podczas prezentacji logo wytwórni 20th Century Fox, została bezpośrednio połączona ze ścieżką dźwiękową filmu[6].